# Тінкс Поттінджер
Тінкс Поттінджер (англ. Tinks Pottinger, 26 квітня 1956) — новозеландська вершниця.
Бронзова призерка Олімпійських Ігор 1988 року в командному триборстві.